# Hodegart
Il Palazzo del ghiaccio di Asiago, più comunemente noto come Pala Hodegart, spesso erroneamente chiamato Odegar per effetto di una italianizzazione del nome cimbro Hodegart, è lo stadio del ghiaccio di Asiago, nel quale vengono disputate le partite della locale compagine di hockey su ghiaccio che milita nel massimo campionato nazionale di categoria.
Il palaghiaccio sorge sul piazzale della ex stazione di Asiago della soppressa Ferrovia Rocchette-Asiago, pressappoco nel luogo nel quale vi era la rimessa locomotive.

## Storia

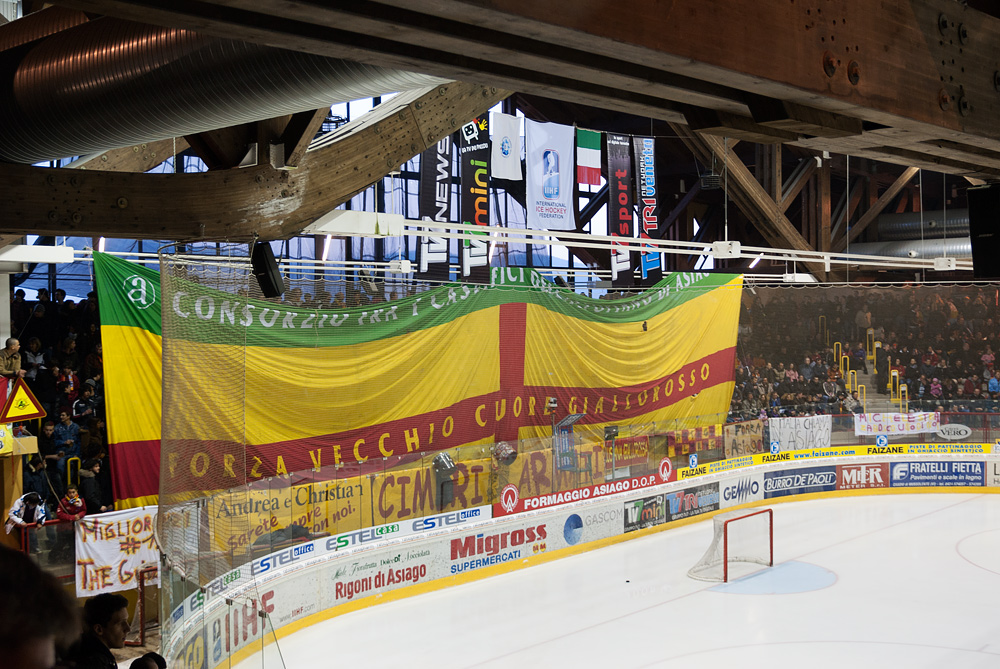
Pala Hodegart: curva dei sostenitori dell'Asiago prima di una partita

La pista fu realizzata nel 1977, dato che nella stagione 1975/76, proprio a causa della mancanza di una pista artificiale, la squadra dell'altopiano venne retrocessa d'ufficio in serie B. L'anno seguente la squadra poté tornare a disputare le partite nella A1 grazie alla vittoria della serie B e all'ultimazione dei lavori.
Nel 1986 venne completata l'attuale copertura in legno lamellare, rendendo così l'impianto tra i più caratteristici dell'intero panorama nazionale.
A partire dal 1992 l'Hodegart ha subìto altri lavori riguardanti le tribune (in cemento), portando così la capienza agli attuali 2.200 posti a sedere (sui 3.000 totali) distribuiti su due gradinate e una curva, e lavori di adeguamento agli spogliatoi, la costruzione di una palestra, servizi, uffici e bar. Nel 1998 si è ultimato il lavoro di chiusura globale dello stadio e della palazzina d'ingresso, garantendo così maggior comfort agli spettatori.
Nel corso dell'estate 2003, il palazzo del ghiaccio è stato dotato delle nuove balaustre che delimitano la pista e di un impianto di deumidificazione, che rappresentò il primo, importante passo (il secondo doveva essere l'impianto di riscaldamento, mai però intrapreso) per migliorare ulteriormente la struttura.
Nel corso del 2012 era prevista l'apposizione di 1.750 pannelli fotovoltaici sul tetto della struttura.
Tra il 2022 ed il 2023, con l'iscrizione della squadra di hockey al campionato di prestigio della ICE Hockey League, per rispettare le linee guida del torneo il comune di Asiago dovette sostituire tutte le balaustre ed installare due maxischermi (uno per lato) a seguito dell'impossibilità di installare un unico maxischermo centrale. Fu anche prevista la possibilità di scavare la pista per poterla abbassare ed ampliare così le tribune, ma tale ipotesi venne abbandonata per la mancanza di una pista di hockey alternativa. Contestualmente si ripensò all'opportunità di riscaldare il palaghiaccio per renderlo più accogliente per i tifosi e la necessità di rifare il tetto oltre che le serpentine per l'impianto di raffreddamento della pista. L'amministrazione comunale ha anche previsto il rifacimento degli spogliatoi, delle tribune e la realizzazione di un ristorante.
Il 12 dicembre 2023 l'amministrazione comunale ha presentato pertanto un progetto di ristrutturazione del palaghiaccio per complessivi 11 milioni di euro, con una serie di interventi da portare avanti al termine del campionato di Ice hockey League 2023-24 portando inoltre, con la costruzione di una nuova tribuna, la capienza complessiva dai 1891 ai 2304 posti a sedere. I lavori saranno effettuati in più fasi e riguarderanno: la ristrutturazione della copertura in legno lamellare (tuttavia non modificabile nella struttura, nemmeno per quanto riguarda i tiranti in acciaio), la realizzazione di un nuovo sistema di riscaldamento e climatizzazione, la costruzione di una nuova tribuna sul lato nord in carpenteria metallica (sulla falsariga della struttura già presente in passato), nuovi spogliatoi e una nuova palazzina all'ingresso dello stadio per avere nuovi locali adibiti ad uffici ed alla ristorazione.

## Struttura
Il palazzetto, provvisto di copertura in legno lamellare, ha una pista regolamentare chiusa su tre lati dagli spalti in cemento armato. Il lato nord è invece aperto e vi è l'ingresso ed una palazzina provvista di bar, uffici di amministrazione, sale di riunione ed incontro con i media.
L'attrezzata "sala VIP", che si trova al primo piano con vista diretta sulla pista di gioco, è invece un punto di riferimento e di incontro tra autorità, sponsor e collaboratori dell'Asiago Hockey.

## Eventi
Il palazzetto rimane aperto per dieci mesi l'anno (da giugno ad aprile) e, ogni stagione, registra i passaggi di circa 100.000 pattinatori e di oltre 50.000 visitatori.
Oltre all'hockey su ghiaccio (non ospita solo gli incontri casalinghi dell'Asiago Hockey, ma ha ospitato anche alcune edizioni dei campionali giovanili di hockey su ghiaccio - tra cui i prestigiosi mondiali Under-20 nel 2014 (Prima Divisione) - oltre che edizioni del campionato femminile di Seconda Divisione), ospita esibizioni e gare di pattinaggio artistico, di velocità e short track. In particolari occasioni, comunque, all'interno della struttura si tengono anche spettacoli di carattere artistico o canoro. Nel palaghiaccio sono stati disputati anche alcuni incontri della locale compagine di hockey in-line, gli Asiago Vipers. Nel giugno 2016, congiuntamente all'impianto di Roana, il palazzetto ha ospitato i mondiali di hockey in-line.

## Toponimo
Il palaghiaccio sorge sull'omonima località, a pochi passi dal centro cittadino. Il termine Hodegart deriva dal cimbro Hodegart, cioè orto (gart) di Höðr (Hoder), spirito della mitologia scandinava: la presenza di tali toponimi di origine norrenica non è rara sull'Altopiano dei Sette Comuni.